# Бастија Умбра
Бастија Умбра (итал. Bastia umbra) је насеље у Италији у округу Перуђа, региону Умбрија.
Према процени из 2011. у насељу је живело 17831 становника. Насеље се налази на надморској висини од 195 м.

## Становништво
| 1931. | 1936. | 1951. | 1961. | 1971.  | 1981.  | 1991.  | 2001.  | 2011.  |
| ----- | ----- | ----- | ----- | ------ | ------ | ------ | ------ | ------ |
| 5.502 | 5.684 | 7.040 | 9.308 | 11.782 | 14.988 | 16.244 | 18.400 | 21.653 |

## Партнерски градови
- Хехберг
- Sant Sadurní d'Anoia
- Luz-Saint-Sauveur
- Karancslapujtő